# Peter T. Gaynor

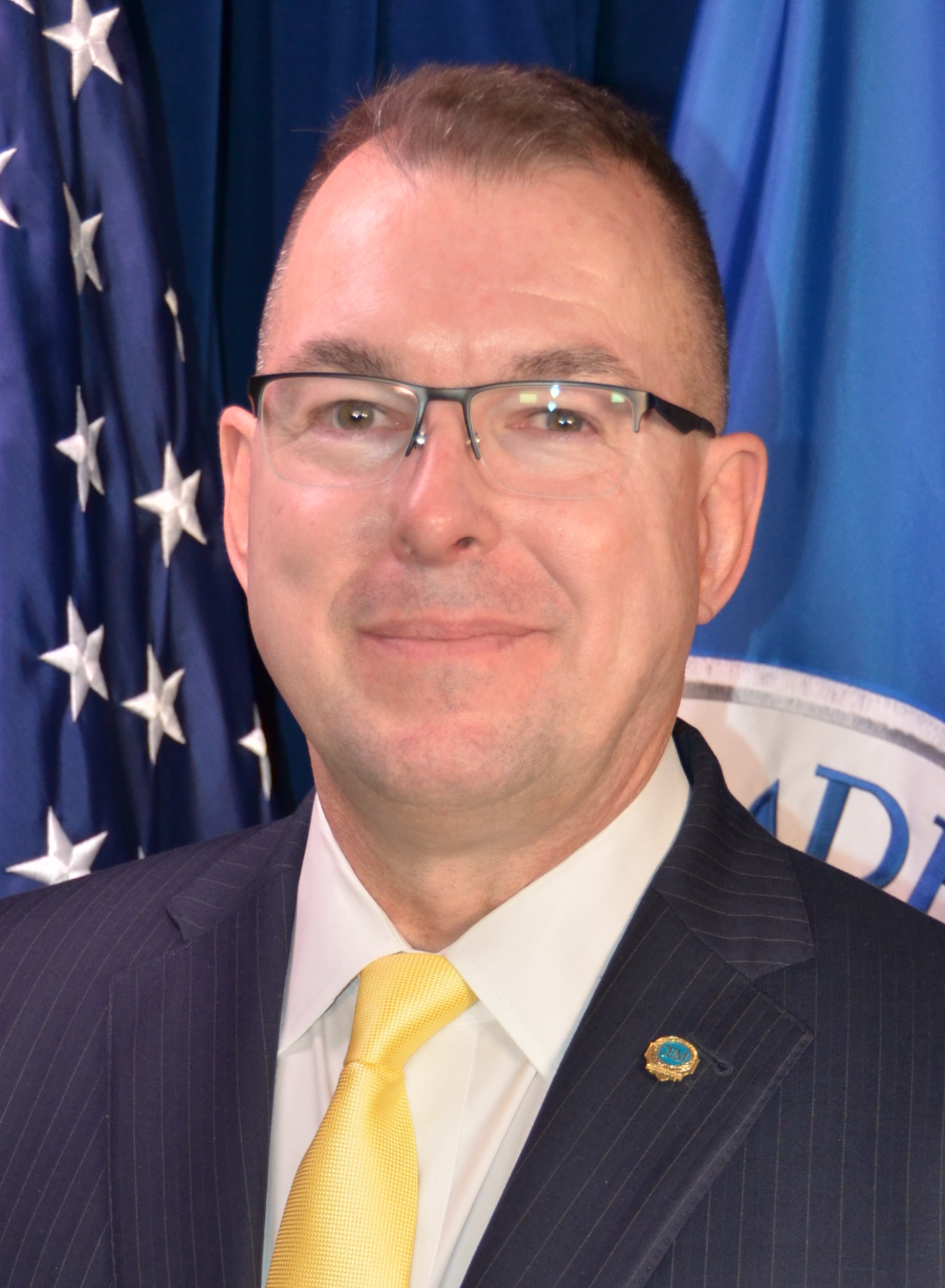
Pete Gaynor (2018)

Peter Thomas Gaynor (* 1958 in Warwick, Rhode Island) ist ein US-amerikanischer Regierungsbeamter. Er war vom 16. Januar 2020 bis zum 12. Januar 2021 der Administrator (Leiter) der Katastrophenhilfebehörde Federal Emergency Management Agency (FEMA), die dem Ministerium für Innere Sicherheit der Vereinigten Staaten (United States Department of Homeland Security) untersteht. Er wurde von Präsident Donald Trump für dieses Amt am 8. März 2019 nominiert, am 14. Januar 2020 vom Senat mit 81 zu 8 Stimmen bestätigt und am 16. Januar 2020 vereidigt.
Aufgrund des Rücktritts von Chad Wolf führte Gaynor vom 12. Januar bis zum 20. Januar 2021 kommissarisch das übergeordnete Ministerium.

## Leben
Pete Gaynor wuchs im Bundesstaat Rhode Island auf und studierte Geschichte am Community College of Rhode Island und am Rhode Island College. 1986 erlangte er einen Bachelorabschluss. Gaynor diente er 26 Jahre lang im United States Marine Corps, aus dem er mit dem Rang eines Oberstleutnant ausschied. 2001 machte Gaynor einen Masterabschluss in Nationaler Sicherheit am U.S. Naval War College.
Ab 2008 war Pete Gaynor im Katastrophenschutzmanagement der Stadt Providence tätig. Im Januar 2015 wurde er Direktor der Rhode Island Emergency Management Agency (RIEMA), dieses Amt übte er bis Oktober 2018 aus. Am 11. Oktober 2018 wurde er zum stellvertretenden Leiter der Federal Emergency Management Agency berufen. Nach dem Rücktritt von Brock Long als Leiter der FEMA am 8. März 2019 übernahm Gaynor das Amt zunächst kommissarisch, am gleichen Tag wurde er von Donald Trump für Longs Nachfolge nominiert. Am 14. Januar 2020 wurde er vom Senat offiziell als Leiter der FEMA bestätigt und zwei Tage später vereidigt.
Nach dem Rücktritt des kommissarischen Ministers für Innere Sicherheit Chad Wolf übernahm Gaynor ebenfalls kommissarisch die Leitung des Ministeriums. Nach der Amtseinführung von Präsident Joe Biden am 20. Januar 2021 übernahm David Pekoske übergangsweise das Amt.